# Neoglaciazione
Neoglaciazione indica la tendenza al raffreddamento documentata nel clima della Terra durante l'Olocene, in seguito al ritiro della glaciazione Würm, il periodo glaciale più recente. La neoglaciazione segue il Optimum climatico dell'Olocene, il punto più caldo del clima terrestre durante l'attuale fase interglaciale. La neoglaciazione non ha un inizio ben definito per tutto il pianeta: le condizioni locali hanno influenzato l'insorgenza di condizioni più fresche (e più umide). 

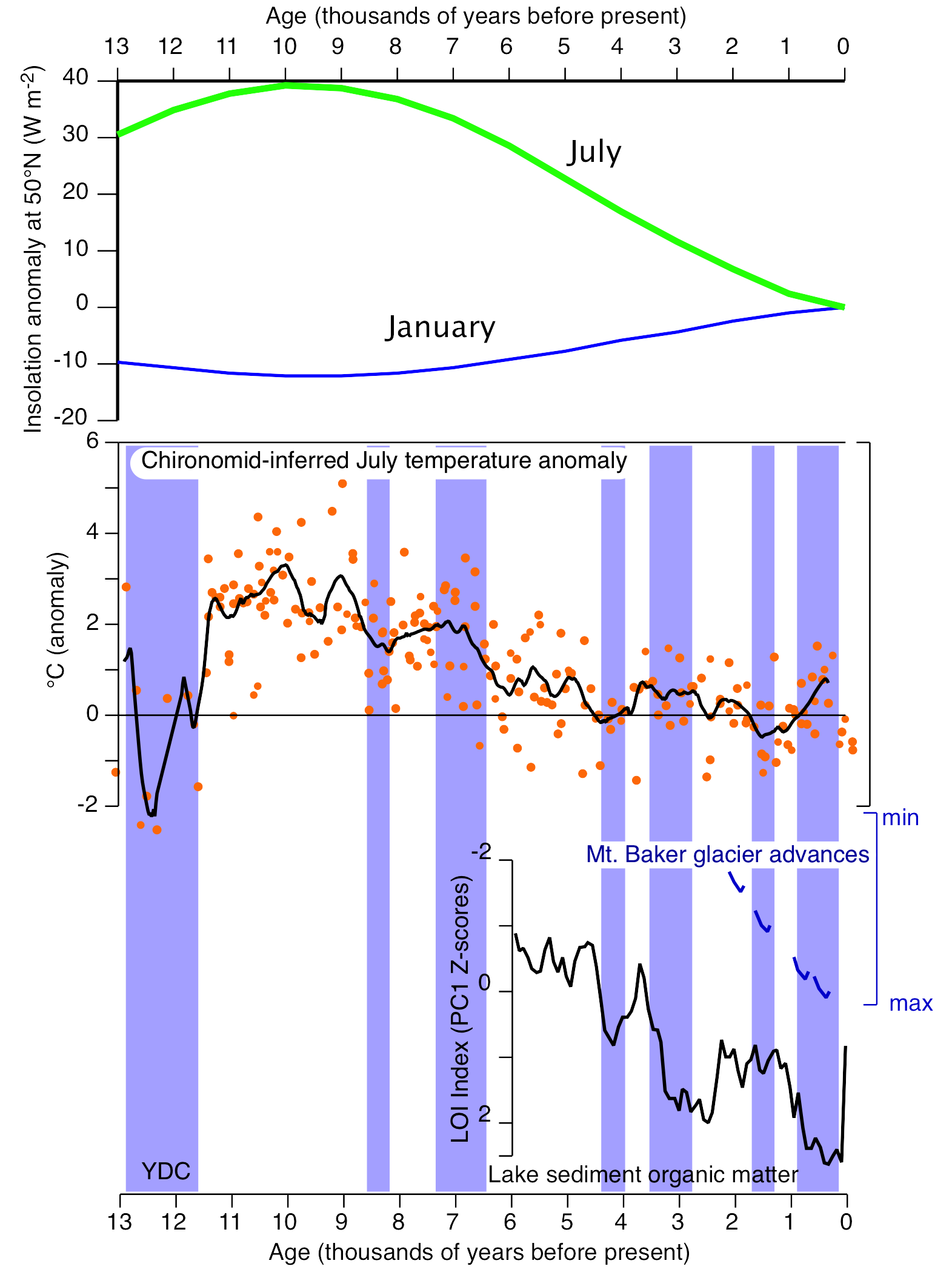
Ricostruzione del clima dell'Olocene e dell'avanzamento dei ghiacci nel Canada occidentale.

Guidati inesorabilmente dal ciclo di Milankovitch, le estati più fresche alle alte latitudini del Nord America furono mascherate in un primo momento dalla presenza dei ghiacci continentali che scomparivano lentamente, ma che persistevano molto dopo il massimo astronomico del calore estivo. Con la fine della piccola era glaciale, durata dalla metà del XIV al XIX secolo, la neoglaciazione sembra essersi bloccata nel tardo XX secolo, presumibilmente a causa del riscaldamento globale antropogenico. Che sia temporaneamente o semi-permanentemente in stallo, la neoglaciazione è caratterizzata da una diminuzione delle temperature miti del Massimo Climatico e dall'avanzata (o dalla rigenerazione) dei ghiacciai, scomparsi dopo l'ultima era glaciale. Nelle montagne del Nord America occidentale, i ghiacciai montani che si erano completamente sciolti si sono riformati poco prima di 5000 anni BP.
Che la neoglaciazione stia terminando nel XX e XXI secolo è accettato da coloro che riconoscono i più recenti cambiamenti climatici ed il riscaldamento globale come l'inizio di un nuovo periodo nella storia della Terra. Questo periodo viene chiamato Antropocene, come un'epoca geologica dominata dall'influenza di Homo sapiens.